# Masempe Theko
Masempe Theko (sinh ngày 04 Tháng 7 năm 1987) là một vận động viên bơi lội người Lesotho. Cô được sinh ra ở Maseru. Cô đã tham dự Thế vận hội Mùa hè 2012 tại London và xếp hạng # 73 chung cuộc. Theko không lọt vào bán kết.